# ألبرت زين
ألبرت زين (بالإنجليزية: Ebenezer Zane) هو شخصية أعمال أمريكي، ولد في 7 أكتوبر 1747 في مورفيلد في الولايات المتحدة، وتوفي في 1811.

## وصلات خارجية
- ألبرت زين على موقع الموسوعة البريطانية (الإنجليزية)